# Corinna Mühlhausen
Corinna Mühlhausen (* 21. November 1970 in Hilden, Deutschland) ist eine deutsche Trendforscherin und Journalistin.

## Werdegang
Nach einem Studium der Gesellschafts- und Wirtschaftskommunikation an der Universität der Künste Berlin (damals noch Hochschule der Künste) wurde Mühlhausen 1995 Redakteurin im Trendbüro von Matthias Horx und Peter Wippermann. 1998 gründete sie ihr eigenes Beratungsunternehmen Trendcoach, mit dem sie ab diesem Zeitpunkt mit dem inzwischen gegründeten Zukunftsinstitut von Matthias Horx und dem Trendbüro zusammen arbeitete. Schwerpunkt ihrer Forschungen und Publikationen sind die Themen „Demografischer Wandel in Deutschland“, „Eigenverantwortung im Gesundheitssystem“ sowie die technischen und nicht-technischen Aspekte beim Thema „Quantified Self“. Von 2000 bis 2011 war Mühlhausen zusätzlich Redakteurin des Zukunftsletter, VNR Verlag für die Deutsche Wirtschaft unter der Chefredaktion von Matthias Horx. Seit 2016 ist sie als Lehrbeauftragte an der Europäischen Medien- und Business-Akademie (EMBA) im Masterstudiengang Trendmanagement tätig, die zum akkreditierten „Dezentralen Hochschul-System“ der Hochschule Mittweida gehört. An der Technischen Hochschule Lübeck hatte Mühlhausen im Sommersemester 2019 sowie im Wintersemester 2019/2020 eine Gastprofessur für Trend- und Zukunftsforschung inne.

## Veröffentlichungen
(teilweise unter ihrem angeheirateten Namen Corinna Langwieser)

### Als Autorin
- Healthreport 2026, Zukunftsinstitut, Frankfurt 2025, ISBN 978-3-00-082643-6
- Healthreport 2024, Zukunftsinstitut, Frankfurt 2023, ISBN 978-3-945647-98-1
- Healthreport 2022, Zukunftsinstitut, Frankfurt 2021, ISBN 978-3-945647-79-0
- Healthreport 2020, Zukunftsinstitut, Frankfurt 2019, ISBN 978-3-945647-65-3
- Healthstyle 2. Ein Trend wird erwachsen, New Business Verlag, Hamburg 2013, ISBN 978-3-936182-44-6
- Ageing in Place: Lebensqualität im Alter, New Business Verlag, Hamburg 2011, ISBN 978-3-936182-25-5
- Healthstyle: Das Zeitalter der Selbstoptimierer, New Business Verlag, Hamburg 2009, ISBN 978-3-936182-15-6
- Generation Silver Sex, mit Peter Wippermann, Piper 2008, München, Zürich, ISBN 978-3-492-25278-2
- Länger leben, länger lieben, mit Peter Wippermann, Piper 2007, München, Zürich, ISBN 978-3-492-04910-8
- Megamarkt Gesundheit: Die Schlüsselbranche der Zukunft, Edition Zukunftsinstitut POD, Frankfurt am Main 2003, ISBN 978-3-934429-09-3
- High Touch 2010: Die 14 wichtigsten neuen Märkte der kommenden Dienstleistungs-Ökonomie, Edition Zukunftsinstitut POD, Frankfurt am Main 2001, ISBN 978-3-934429-72-7
- Future Health: der „Mega-Trend Gesundheit“ und die Wellness-Gesellschaft, VNR Verlag für die Deutsche Wirtschaft, Bonn 2000, ISBN 978-3-8125-0439-3

### Als Mitautorin
- Post-COVID-Syndrom und Long-COVID – genesen heißt noch lange nicht gesund, MWV Medizinisch Wissenschaftliche Verlagsgesellschaft, Berlin 2022, ISBN  978-3-95466-698-0
- Gesundheit im Zeitalter der Plattformökonomie: Ziele. Herausforderungen. Handlungsoptionen, MWV Medizinisch Wissenschaftliche Verlagsgesellschaft, Berlin 2022, ISBN 978-3-95466-690-4
- Valuetainment – Die transformative Kraft der Unterhaltung, Zukunftsinstitut, Frankfurt 2022, ISBN 978-3-945647-94-3
- Gestern. Heute. Zukunft: Ideen, die bewegen, Frankfurter Allgemeine Buch, Frankfurt am Main 2017, ISBN 978-3-95601-200-6
- Gegen Jugendarbeitslosigkeit. Herausgeber Peter Hartz, Aisthesis Verlag, Bielefeld 2015, ISBN 978-3-8498-1144-0
- Die Klinik als Marke, Springer Science + Business Media, Berlin Heidelberg 2012, ISBN 978-3-642-04541-7
- Wie wir morgen leben werden: 15 Lebensstiltrends, die unsere Zukunft prägen werden, mi Verlag, München 2012, ISBN 978-3-86880-134-7
- Future Kids: Die geheimen Wünsche und wa(h)ren Bedürfnisse der Konsumenten von morgen, Zukunftsinstitut, Kelkheim 2010, ISBN 978-3-938284-51-3
- Konsument 2020: die wichtigsten Konsumtrends im Wandel der Zeit, Zukunftsinstitut, Kelkheim 2010, ISBN 978-3-938284-50-6
- Marke D: Das Projekt der nächsten Generation, Leske + Budrich, Springer VS, Opladen 2003, ISBN 978-3-322-92245-8
- Future Work: personnel in the workplace of the future, Edition Zukunftsinstitut POD, Frankfurt am Main 2003, ISBN 978-3-934429-05-5